# Ahmed Naseer Bunda
Ahmed Naseer Bunda (Rawalpindi, 15 mei 1932) is een hockeyer uit Pakistan.
Bunda nam driemaal deel aan de Olympische Zomerspelen en won in 1960 de gouden medaille en in 1956 de zilveren medaille.

## Erelijst
- 1956 –  Olympische Spelen in Melbourne
- 1958  –  Aziatische Spelen in Tokio
- 1960 –  Olympische Spelen in Rome
- 1962  –  Aziatische Spelen in Jakarta